# Conveni del Consell d’Europa sobre la prevenció i la lluita contra la violència envers les dones i la violència domèstica
El Conveni del Consell d'Europa sobre prevenció i lluita contra la violència contra les dones i la violència domèstica, també conegut com a Conveni d'Istanbul o Convenció d'Istanbul, és una convenció del Consell d'Europa que té per objectiu la lluita contra la violència envers les dones i la violència domèstica. Es va presentar a Istanbul l'any 2011 i està obert per ésser ratificat per part dels Estats. És el primer instrument de caràcter vinculant en l'àmbit europeu en matèria de violència contra la dona i violència domèstica, i és considerat el tractat internacional més complet i de més llarg abast sobre la lluita contra la violència envers les dones i la violència domèstica. Reconeix la violència, envers les dones com una violació dels drets humans i l'aborda amb mesures dirigides a la prevenció de la violència, la protecció a les víctimes i l'enjudiciament dels autors.
El Conveni contempla com a delicte totes les formes de violència contra la dona: la violència física, psicològica i sexual, inclosa la violació; la mutilació genital femenina, el matrimoni forçat, l'assetjament, l'avortament forçat i l'esterilització forçada. Això implica que els Estats hauran d'introduir en els seus sistemes jurídics aquests delictes.
A data de 2018, ha estat signat per 47 països. El 12 de març de 2012, Turquia es va convertir en el primer país que va ratificar la Convenció, seguida per divuit altres països que van signar entre 2013 i 2015 (Albània, Andorra, Àustria, Bòsnia i Hercegovina, Dinamarca, Finlàndia, França, Itàlia, Malta, Mònaco, Montenegro, Països Baixos, Polònia, Portugal, Sèrbia, Eslovènia, Espanya i Suècia). L'11 de maig de 2017, el Consell va decidir l'adhesió de la Unió Europea considerant que aquesta adhesió garanteix la complementarietat entre el plànol nacional i el plànol de la UE, i consolida la capacitat d'aquesta última per exercir un paper més eficaç en fòrums internacionals com el Grup d'Experts del Consell d'Europa en la lluita contra la violència contra les dones i la violència domèstica (GREVIO).

## Història
El Consell d'Europa ha emprès una sèrie d'iniciatives per promoure la protecció de les dones víctimes de violència des dels anys 1990. En particular, aquestes iniciatives han resultat en l'adopció, al 2002, de la Recomanació Rec(2002)5, per part del Comitè de Ministres del Consell d'Europa. Aquesta recomanació insta els Estats membres a revisar la seva legislació i polítiques per tal de promoure i garantir la protecció de les dones de la violència masclista. Així mateix, entre els anys 2006 i 2008 s'ha dut a terme campanya àmplia a Europa per combatre la violència envers les dones, incloent la violència domèstica. L'Assemblea Parlamentària del Consell d'Europa també ha pres una ferma postura política en contra de totes les formes de violència envers les dones. Ha adoptat un nombre de resolucions i recomanacions que demanen estàndards legals obligatoris que impedeixin, protegeixin i castiguin les formes més severes i esteses de violència de gènere.
El Consell d'Europa va decidir que era necessari posar estàndards comprensibles per impedir i combatre la violència envers les dones i la violència domèstica. Al desembre de 2008, el Comitè de Ministres va reunir un grup expert que tenia com a tasca preparar un esborrany de convenció en aquest camp. En un període de dos anys, aquest grup, anomenat CAHVIO (Comitè Ad hoc per impedir i combatre la Violència contra dones i violència domèstica), va generar un text d'esborrany. Durant l'etapa final de redacció de la convenció, Regne Unit, Itàlia, Rússia i la Santa Seu van proposar diverses esmenes per limitar els requisits esmentats a la Convenció. Aquestes esmenes van ser criticades per Amnistia Internacional. L'esborrany final de la convenció va ser produït al desembre de 2010.

## Adopció, signatura i ratificació
La convenció va ser adoptada pel Comitè de Ministres del Consell d'Europa el 7 d'abril de 2011. Es va obrir per a la seva signatura l'11 de maig de 2011, en ocasió de la 121.ª Sessió del Comitè de Ministres a Istanbul. Va entrar en vigor amb 10 ratificacions, vuit de les quals van ser requerides per ser Estats membres del Consell d'Europa. A juliol de 2017, la convenció estava signada per 46 estats, i ratificada per 33 d'aquests. 21 dels Estats que han signat i/o ratificat el Conveni han presentat alguna mena de reserva a alguna part de l'articulat.

### Països que han adaptat la legislació al Conveni d'Istanbul
El compromís de la signatura és que els països adherits adaptin la seva legislació al marc que estableix el Conveni d'Istanbul. És especialment innovador quant a la qüestió relativa a la violència sexual i el marc del "consentiment" que ha de prestar-se voluntàriament.
Al maig de 2018 Suècia es va sumar als països que, com Regne Unit, Bèlgica, Alemanya, Islàndia, Xipre, Irlanda i Luxemburg, ja han modificat les seves legislacions nacionals per a introduir el que s'estableix en el Conveni d'Istanbul. A Espanya, després de la polèmica per la sentència de la Manada, dictada a l'abril de 2018, també s'ha obert el debat sobre la necessitat d'abordar canvis legals.

## Aspectes principals de la convenció
La Convenció d'Istanbul és el primer instrument legal de força obligatòria que crea un marc legal comprensible i una aproximació per combatre la violència envers les dones, a més de prevenir la violència domèstica, protegint a les víctimes i castigant als infractors.
Estableix que la violència contra les dones i la violència domèstica són una greu violació dels drets humans i una forma de discriminació, de la qual els Estats són responsables si no responen de manera adequada.
A l'apartat referit a la violència sexual, el Conveni d'Istanbul deixa clar que “el consentiment ha de prestar-se voluntàriament com a manifestació de lliure arbitri de la persona".
Entre els seus avanços amb relació a lleis anteriors -entre elles la Llei Integral contra la Violència de Gènere a Espanya (2004), que en el seu moment es va considerar pionera- es troba el fet de el focus no només en la prevenció de la violència i la protecció de les víctimes, sinó també en la persecució i el càstig als agressors. També condemna qualsevol pràctica envers les dones, sense acceptar com a atenuant les tradicions culturals.

## Dades sobre violència de gènere a Europa
Segons dades disponibles publicades pel Consell d'Europa en 2017
- una de cada tres dones a la UE ha estat víctima de violència física o sexual des dels 15 anys;
- una de cada vint dones ha estat violada;
- més de la meitat (55 %) de les dones ha patit assetjament sexual;
- una de cada tres dones ha sofert abús psicològic per part d'una parella;
- una de cada tres dones ha patit violència física o sexual per part d'un adult durant la infància.